# Neurohormona
Una neurohormona es cualquier hormona producida y liberada por las células neuroendocrinas (también llamadas células neurosecretoras) a la sangre. Por definición, de ser hormonas, se secretan en la circulación para un efecto sistémico, pero también pueden tener una función de neurotransmisor u otras funciones como mensajero autocrino (de la propia célula) o paracrino (local de tejido).
Las hormonas liberadoras del hipotálamo, son hormonas, dentro de neuronas especializadas que  extienden sus terminaciones hasta la eminencia media y la hipófisis posterior. La médula suprarrenal produce hormonas adrenomedulares en las células cromafines, que tienen una estructura muy similar a las neuronas simpáticas postsinápticas, aunque no son neuronas, son derivados de la cresta neural.
Las células enterocromafines y las similares a las enterocromafines (ECL), ambas células enteroendocrinas, también se consideran células neuroendocrinas por su similitud estructural y funcional con las células cromafines, aunque no son derivadas de la cresta neural. Otras células neuroendocrinas se encuentran dispersas por todo el cuerpo. Las neurohormonas son liberadas por células neurosecretoras.

## Hormonas liberadoras
Las hormonas liberadoras también conocidas como hormonas hipofisiotrópicas o hipotalámicas, son sintetizadas por diferentes tipos de neuronas especializadas en el hipotálamo. Luego se transportan a lo largo de los axones neuronales hasta sus terminales axónicos que forman la mayor parte de la eminencia media, donde se almacenan y liberan en el sistema capilar porta hipofisario. Llegan por vía sanguínea rápidamente a la hipófisis anterior donde ejercen su acción hormonal. Las hormonas residuales pasan a la circulación sistémica, donde se diluyen, degradan y tienen relativamente pocos efectos. La síntesis, el control y la liberación de esas hormonas están co-reguladas por señales hormonales, locales y sinápticas (neurotransmisores). Se ha descubierto que las neuronas que secretan varias hormonas descargan impulsos en ráfagas, lo que provoca una liberación pulsátil que es más eficaz que una liberación continua. Las hormonas hipofisiotrópicas incluyen:
- Hormona liberadora de tirotropina
- Hormona liberadora de corticotropina
- Hormona liberadora de hormona del crecimiento
- Somatostatina
- Hormona liberadora de gonadotropina
- Dopamina
- Neurotensina

## Hormonas neurohipofisarias
Las hormonas neurohipofisarias se sintetizan en las neuronas secretoras magnocelulares del hipotálamo. Luego se transportan a lo largo de los axones neuronales dentro del tallo infundibular hasta sus terminales axónicos que forman la par nerviosa de la hipófisis posterior, donde se almacenan y liberan a la circulación sistémica. La síntesis, el control y la liberación de esas hormonas están reguladas conjuntamente por señales hormonales, locales y sinápticas. Las hormonas neurohipofisarias incluyen:
- Oxitocina
- Vasopresina

A través de esta vía, la gran mayoría de las hormonas oxitocina y vasopresina llegan a la circulación sistémica.

## Hormonas adrenomedulares
Las hormonas adrenomedulares son catecolaminas secretadas de la médula suprarrenal por las células cromafines, células neurosecretoras conectadas al sistema nervioso central. La síntesis, el almacenamiento (en células cromafines) y la liberación de catecolaminas están co-reguladas por la entrada sináptica de sus respectivas neuronas simpáticas presinápticas, así como por las entradas hormonales y locales. Las hormonas adrenomedulares son:
- Adrenalina
- Noradrenalina
- Dopamina

## Neurohormonas entéricas
Las células enterocromafines del epitelio que recubren la luz del tracto digestivo secretan serotonina, mientras que las células parecidas a las enterocromafines de las glándulas del estómago secretan histamina. Su síntesis, almacenamiento y liberación de hormonas está co-regulada por estímulos hormonales, locales y nerviosos.